# Ecuadoraans voetbalelftal in 1988
Het Ecuadoraans voetbalelftal speelde in totaal negen officiële interlands in het jaar 1988, waaronder drie oefenduels tegen de Verenigde Staten. De ploeg stond onder leiding van de Montenegrijnse bondscoach Dušan Drašković, de opvolger van de Uruguayaan Luis Grimaldi.

## Balans
| Wedstrijden | Wedstrijden | Wedstrijden | Wedstrijden | Doelpunten | Doelpunten | Doelpunten | Punten |
| Gespeeld    | Winst       | Gelijk      | Verlies     | Voor       | Tegen      | Saldo      | Punten |
| ----------- | ----------- | ----------- | ----------- | ---------- | ---------- | ---------- | ------ |
| 9           | 3           | 3           | 3           | 8          | 11         | –3         | 1.000  |

## Interlands
|                                                   |                  |                          |         |                                                                                          |
| 7 juni Vriendschappelijk № 162 «onderlinge duels» | Verenigde Staten | 0 – 1                    | Ecuador | University Stadium, Albuquerque Toeschouwers: 8.500 Scheidsrechter: Arturo Angeles (USA) |
| 7 juni Vriendschappelijk № 162 «onderlinge duels» |                  | ??' (pen.) Álex Aguinaga |         | University Stadium, Albuquerque Toeschouwers: 8.500 Scheidsrechter: Arturo Angeles (USA) |

|                                                    |                  |                                   |         |                                                                                   |
| 10 juni Vriendschappelijk № 163 «onderlinge duels» | Verenigde Staten | 0 – 2                             | Ecuador | Robertson Stadium, Houston Toeschouwers: 10.500 Scheidsrechter: Julio Salas (USA) |
| 10 juni Vriendschappelijk № 163 «onderlinge duels» |                  | ??' Álex Aguinaga ??' Pedro Muñoz |         | Robertson Stadium, Houston Toeschouwers: 10.500 Scheidsrechter: Julio Salas (USA) |

|                                                    |                  |       |         |                                                                               |
| 12 juni Vriendschappelijk № 164 «onderlinge duels» | Verenigde Staten | 0 – 0 | Ecuador | Herman Clark Stadium, Fort Worth Toeschouwers: 7.250 Scheidsrechter: onbekend |
| 12 juni Vriendschappelijk № 164 «onderlinge duels» |                  |       |         | Herman Clark Stadium, Fort Worth Toeschouwers: 7.250 Scheidsrechter: onbekend |

|                                                    |                      |       |                          |                                                                                            |
| 15 juni Vriendschappelijk № 165 «onderlinge duels» | Honduras             | 1 – 1 | Ecuador                  | Estadio Nacional de Tegucigalpa, Tegucigalpa Toeschouwers: 15.000 Scheidsrechter: onbekend |
| 15 juni Vriendschappelijk № 165 «onderlinge duels» | Gilberto Machado ??' |       | ??' Luis Enrique Capurro | Estadio Nacional de Tegucigalpa, Tegucigalpa Toeschouwers: 15.000 Scheidsrechter: onbekend |

|                                                    |          |                 |         |                                                                                              |
| 17 juni Vriendschappelijk № 166 «onderlinge duels» | Honduras | 0 – 1           | Ecuador | Estadio Nacional de Tegucigalpa, Tegucigalpa Toeschouwers: onbekend Scheidsrechter: onbekend |
| 17 juni Vriendschappelijk № 166 «onderlinge duels» |          | ??' Raúl Avilés |         | Estadio Nacional de Tegucigalpa, Tegucigalpa Toeschouwers: onbekend Scheidsrechter: onbekend |

|                                                        |                          |       | |                                                                                   |
| 7 september Vriendschappelijk № 167 «onderlinge duels» | Ecuador                  | 1 – 5 | Paraguay                                                                                           | Estadio Modelo, Guayaquil Toeschouwers: 30.000 Scheidsrechter: Elias Jacome (ECU) |
| 7 september Vriendschappelijk № 167 «onderlinge duels» | Hamilton Cuvi 79' (pen.) |       | 3' Félix Brítez Román 22' Félix Almirón 29' Catalino Rivarola 56' Gabino Román 89' Javier Ferreira | Estadio Modelo, Guayaquil Toeschouwers: 30.000 Scheidsrechter: Elias Jacome (ECU) |

|                                                         |                                                                |       |                   |                                                                                   |
| 13 september Vriendschappelijk № 168 «onderlinge duels» | Chili                                                          | 3 – 1 | Ecuador           | Estadio La Portada, La Serena Toeschouwers: 4.000 Scheidsrechter: Pedro Roa (CHI) |
| 13 september Vriendschappelijk № 168 «onderlinge duels» | Sergio Salgado 6' Marcelo Álvarez 66' Wilson Macías 87' (e.d.) |       | 72' Hamilton Cuvi | Estadio La Portada, La Serena Toeschouwers: 4.000 Scheidsrechter: Pedro Roa (CHI) |

|                                                     |                                          |       |                     | |
| 27 september Copa Boquerón № 169 «onderlinge duels» | Uruguay                                  | 2 – 1 | Ecuador             | Estadio Defensores del Chaco, Asunción Toeschouwers: 10.000 Scheidsrechter: Gabriel González (PAR) |
| 27 september Copa Boquerón № 169 «onderlinge duels» | Gustavo Dalto 14' José Oscar Herrera 84' |       | 74' Jimmy Izquierdo | Estadio Defensores del Chaco, Asunción Toeschouwers: 10.000 Scheidsrechter: Gabriel González (PAR) |

|                                                     |       |       |         | |
| 29 september Copa Boquerón № 170 «onderlinge duels» | Chili | 0 – 0 | Ecuador | Estadio Defensores del Chaco, Asunción Toeschouwers: 15.000 Scheidsrechter: Asterio Martínez (PAR) |
| 29 september Copa Boquerón № 170 «onderlinge duels» |       |       |         | Estadio Defensores del Chaco, Asunción Toeschouwers: 15.000 Scheidsrechter: Asterio Martínez (PAR) |

## Statistieken
- In onderstaand overzicht zijn de twee oefenduels tegen  Honduras niet meegeteld. Dat geldt niet voor de statistieken van verdediger Luis Capurro en middenvelder Álex Aguinaga.

| Carlos Luis Morales | 1965-06-12 | Barcelona SC             | 5 | 0 | 0 | ?  | ? |
| Héctor Chiriboga    | 1966-03-23 | LDU Quito                | 1 | 1 | 0 | 7  | 0 |
| Álex Cevallos       | 1967-08-03 | CD Filanbanco            | 1 | 0 | 0 | 1  | 0 |
| Verdediging         |            |                          |   |   |   |    |   |
| Luis Capurro        | 1961-05-01 | CD Filanbanco            | 7 | 1 | 1 | 19 | 1 |
| Hólger Quiñónez     | 1962-08-18 | Barcelona SC             | 6 | 0 | 0 | ?  | 0 |
| Byron Tenorio       | 1966-06-14 | El Nacional              | 6 | 0 | 0 | 6  | 0 |
| Wilson Macías       | 1965-09-30 | Barcelona SC             | 5 | 1 | 0 | ?  | ? |
| Jimmy Izquierdo     | 1962-05-28 | Barcelona SC             | 2 | 0 | 1 | 2  | 1 |
| Raúl Noriega        | 1970-01-04 | Barcelona SC             | 1 | 1 | 0 | ?  | ? |
| Juan Carlos Suárez  | 1966-08-26 | CSD Macará               | 1 | 0 | 0 | ?  | ? |
| Segundo Pazmiño     | 1964-04-25 | SD Aucas                 | 1 | 0 | 0 | ?  | ? |
| Luis Mosquera       | 1964-12-14 | El Nacional              | 0 | 1 | 0 | ?  | 0 |
| Middenveld          |            |                          |   |   |   |    |   |
| Pietro Marsetti     | 1964-11-21 | LDU Quito                | 5 | 1 | 0 | ?  | ? |
| Kléber Fajardo      | 1965-01-04 | Club Sport Emelec        | 5 | 1 | 0 | ?  | ? |
| Tulio Quinteros     | 1963-05-04 | Barcelona SC             | 5 | 1 | 0 | 9  | 0 |
| Álex Aguinaga       | 1968-07-09 | Deportivo Quito          | 4 | 1 | 2 | 15 | 4 |
| Edgar Dominguez     | 1962-12-23 | Valdez Sporting Club     | 3 | 1 | 0 | ?  | ? |
| Pablo Marin         | 1965-08-22 | Deportivo Cuenca         | 3 | 0 | 0 | ?  | ? |
| Fausto Delgado      | 1960-05-20 | CD Técnico Universitario | 1 | 0 | 0 | ?  | ? |
| José Minda          | 1961-11-10 | Club Sport Emelec        | 0 | 2 | 0 | ?  | ? |
| José Guerrero       | 1967-09-12 | Club Sport Emelec        | 0 | 1 | 0 | ?  | ? |
| Aanval              |            |                          |   |   |   |    |   |
| Raúl Avilés         | 1964-02-17 | Club Sport Emelec        | 5 | 1 | 1 | ?  | ? |
| Hamilton Cuvi       | 1960-05-08 | CD Filanbanco            | 5 | 2 | 2 | ?  | ? |
| Nelson Guerrero     | 1962-09-12 | SD Aucas                 | 3 | 0 | 0 | ?  | ? |
| Pedro Muñoz         | 1965-02-13 | LDU Quito                | 2 | 0 | 1 | ?  | ? |
| Carlos Muñoz        | 1964-11-13 | CD Filanbanco            | 2 | 0 | 0 | ?  | ? |

FEF · A-internationals · Bondscoaches · Selecties · Statistieken · Ecuadoraans vrouwenelftal · Olympisch elftal · Ecuador U21 · Ecuador U20 · Ecuador U18 · Ecuador U17
1938 – 1949 ·
1950 – 1959 ·
1960 – 1969 ·
1970 – 1979 ·
1980 – 1989 ·
1990 – 1999 ·
2000 – 2009 ·
2010 – 2019 ·
2020 − 2029
WK 2002 · 
WK 2006 · 
WK 2014
1938 · 
1939 · 
1940 · 
1941 · 
1942 · 
1943 · 1944 · 
1945 · 
1946 · 
1947 · 
1948 · 
1949 · 
1950 · 1951 · 1952 · 
1953 · 
1954 · 
1955 · 
1956 · 
1957 · 
1958 · 
1959 · 
1960 · 
1961 · 1962 · 
1963 · 
1964 · 
1965 · 
1966 · 
1967 · 1968 · 
1969 · 
1970 · 
1971 · 
1972 · 
1973 · 
1974 · 
1975 · 
1976 · 
1977 · 
1978 · 
1979 · 
1980 · 
1981 · 
1982 · 
1983 · 
1984 · 
1985 · 
1986 · 
1987 · 
1988 · 
1989 · 
1990 · 
1991 · 
1992 · 
1993 · 
1994 · 
1995 · 
1996 · 
1997 · 
1998 · 
1999 · 
2000 · 
2001 · 
2002 · 
2003 · 
2004 · 
2005 · 
2006 · 
2007 · 
2008 · 
2009 · 
2010 · 
2011 · 
2012 · 
2013 · 
2014 · 
2015 · 
2016 · 
2017 ·
2018 ·
2019 ·
2020 ·
2021 ·
2022
Argentinië ·
Armenië ·
Australië ·
Bolivia · 
Brazilië ·
Bulgarije ·
Canada ·
Chili ·
Colombia ·
Costa Rica ·
Cuba ·
Denemarken ·
DDR ·
Duitsland ·
El Salvador ·
Engeland ·
Estland ·
Finland ·
Frankrijk ·
Griekenland ·
Guatemala ·
Haïti ·
Honduras ·
Ierland ·
Irak ·
Iran ·
Italië ·
Jamaica ·
Japan ·
Joegoslavië ·
Jordanië ·
Kaapverdië ·
Koeweit ·
Kroatië · 
Libanon ·
Mexico ·
Nederland ·
Nigeria ·
Noord-Macedonië ·
Oeganda ·
Oman ·
Panama ·
Paraguay ·
Peru ·
Polen ·
Portugal ·
Qatar ·
Roemenië ·
Saoedi-Arabië ·
Schotland ·
Senegal ·
Spanje ·
Trinidad en Tobago ·
Turkije · 
Uruguay ·
Venezuela ·
Verenigde Staten ·
Wit-Rusland ·
Zambia ·
Zuid-Afrika ·
Zuid-Korea ·
Zweden ·
Zwitserland
Costa Rica (2006) · 
Duitsland (2006) · 
Engeland (2006) · 
Frankrijk (2014) · 
Honduras (2014) · 
Nederland (2022) · 
Polen (2006) · 
Qatar (2022) · 
Zwitserland (2014)